# Liste des planètes mineures (551001-552000)
Voici la liste des planètes mineures numérotées de 551001 à 552000. Les planètes mineures sont numérotées lorsque leur orbite est confirmée, ce qui peut parfois se produire longtemps après leur découverte. Elles sont classées ici par leur numéro.

## Planètes mineures 551001 à 552000
- (551001) 2012 UN170
- (551002) 2012 UY170
- (551003) 2012 UY173
- (551004) 2012 UD175
- (551005) 2012 UA178
- (551006) 2012 UX178
- (551007) 2012 UD179
- (551008) 2012 UV179
- (551009) 2012 UD180
- (551010) 2012 UN181
- (551011) 2012 UD182
- (551012) 2012 UZ183
- (551013) 2012 UL185
- (551014) Gorman
- (551015) 2012 UB187
- (551016) 2012 UJ187
- (551017) 2012 UK188
- (551018) 2012 UA189
- (551019) 2012 US190
- (551020) 2012 UB191
- (551021) 2012 UL191
- (551022) 2012 UW191
- (551023) 2012 UQ192
- (551024) 2012 UA193
- (551025) 2012 UX194
- (551026) 2012 UY195
- (551027) 2012 UR196
- (551028) 2012 UD197
- (551029) 2012 UD202
- (551030) 2012 UP211
- (551031) 2012 UW212
- (551032) 2012 UQ215
- (551033) 2012 UK216
- (551034) 2012 UQ216
- (551035) 2012 UV216
- (551036) 2012 UU217
- (551037) 2012 UA218
- (551038) 2012 UG218
- (551039) 2012 US221
- (551040) 2012 VM2
- (551041) 2012 VB7
- (551042) 2012 VC8
- (551043) 2012 VC10
- (551044) 2012 VP11
- (551045) 2012 VB12
- (551046) 2012 VU15
- (551047) 2012 VD16
- (551048) 2012 VF16
- (551049) 2012 VO16
- (551050) 2012 VR16
- (551051) 2012 VM17
- (551052) 2012 VX17
- (551053) 2012 VB24
- (551054) 2012 VT24
- (551055) 2012 VM25
- (551056) 2012 VV27
- (551057) 2012 VA33
- (551058) 2012 VT33
- (551059) 2012 VF35
- (551060) 2012 VX35
- (551061) 2012 VY37
- (551062) 2012 VG38
- (551063) 2012 VQ41
- (551064) 2012 VR43
- (551065) 2012 VJ45
- (551066) 2012 VM46
- (551067) 2012 VW47
- (551068) 2012 VH49
- (551069) 2012 VQ50
- (551070) 2012 VO56
- (551071) 2012 VK57
- (551072) 2012 VC58
- (551073) 2012 VC62
- (551074) 2012 VE62
- (551075) 2012 VU63
- (551076) 2012 VV63
- (551077) 2012 VX63
- (551078) 2012 VD64
- (551079) 2012 VP68
- (551080) 2012 VD74
- (551081) 2012 VT77
- (551082) Tsiongtiong
- (551083) 2012 VG79
- (551084) 2012 VM79
- (551085) 2012 VQ81
- (551086) 2012 VP85
- (551087) 2012 VR91
- (551088) 2012 VB93
- (551089) 2012 VP96
- (551090) 2012 VJ98
- (551091) Flórferenc
- (551092) 2012 VH99
- (551093) 2012 VY101
- (551094) 2012 VS106
- (551095) 2012 VW106
- (551096) 2012 VK107
- (551097) 2012 VK115
- (551098) 2012 VL115
- (551099) 2012 VS115
- (551100) 2012 VG116
- (551101) 2012 VS116
- (551102) 2012 VY116
- (551103) 2012 VA118
- (551104) 2012 VU118
- (551105) 2012 VP121
- (551106) 2012 VM122
- (551107) 2012 VE127
- (551108) 2012 VK127
- (551109) 2012 WG3
- (551110) 2012 WV4
- (551111) 2012 WF8
- (551112) 2012 WR9
- (551113) 2012 WL11
- (551114) 2012 WM11
- (551115) 2012 WM17
- (551116) 2012 WH19
- (551117) 2012 WT19
- (551118) 2012 WJ21
- (551119) 2012 WQ24
- (551120) 2012 WA26
- (551121) 2012 WW28
- (551122) 2012 WO31
- (551123) 2012 WY35
- (551124) 2012 WE36
- (551125) 2012 WU36
- (551126) 2012 WU39
- (551127) 2012 WE42
- (551128) 2012 XE
- (551129) 2012 XG1
- (551130) 2012 XS2
- (551131) 2012 XM3
- (551132) 2012 XX3
- (551133) 2012 XW5
- (551134) 2012 XO6
- (551135) 2012 XA7
- (551136) 2012 XY14
- (551137) 2012 XE16
- (551138) 2012 XZ16
- (551139) 2012 XW21
- (551140) 2012 XZ28
- (551141) 2012 XU32
- (551142) 2012 XL40
- (551143) 2012 XW40
- (551144) 2012 XG41
- (551145) 2012 XL42
- (551146) 2012 XH44
- (551147) 2012 XD45
- (551148) 2012 XY48
- (551149) 2012 XV50
- (551150) 2012 XP52
- (551151) 2012 XV52
- (551152) 2012 XU54
- (551153) 2012 XR55
- (551154) 2012 XE56
- (551155) 2012 XL56
- (551156) 2012 XR62
- (551157) 2012 XV63
- (551158) 2012 XZ66
- (551159) 2012 XF67
- (551160) 2012 XK67
- (551161) 2012 XU68
- (551162) 2012 XX68
- (551163) 2012 XL70
- (551164) 2012 XV70
- (551165) 2012 XT75
- (551166) 2012 XP78
- (551167) 2012 XH79
- (551168) 2012 XQ82
- (551169) 2012 XX87
- (551170) 2012 XY87
- (551171) 2012 XB91
- (551172) 2012 XC98
- (551173) 2012 XA100
- (551174) 2012 XU100
- (551175) 2012 XF101
- (551176) 2012 XG103
- (551177) 2012 XR108
- (551178) 2012 XZ108
- (551179) 2012 XJ113
- (551180) 2012 XA116
- (551181) 2012 XC118
- (551182) 2012 XD118
- (551183) 2012 XO118
- (551184) 2012 XX124
- (551185) 2012 XW132
- (551186) 2012 XY133
- (551187) 2012 XF134
- (551188) 2012 XC136
- (551189) 2012 XN137
- (551190) 2012 XU137
- (551191) 2012 XH138
- (551192) 2012 XL138
- (551193) 2012 XY141
- (551194) 2012 XN147
- (551195) 2012 XX147
- (551196) 2012 XY147
- (551197) 2012 XQ149
- (551198) 2012 XT150
- (551199) 2012 XF155
- (551200) 2012 XR156
- (551201) 2012 XO157
- (551202) 2012 XA162
- (551203) 2012 XF165
- (551204) 2012 XG165
- (551205) 2012 XF168
- (551206) 2012 YB1
- (551207) 2012 YM1
- (551208) 2012 YE3
- (551209) 2012 YC4
- (551210) 2012 YY4
- (551211) 2012 YQ5
- (551212) 2012 YL6
- (551213) 2012 YA7
- (551214) 2012 YX7
- (551215) 2012 YS9
- (551216) 2012 YE10
- (551217) 2012 YT12
- (551218) 2012 YB13
- (551219) 2012 YJ13
- (551220) 2012 YY15
- (551221) 2012 YN20
- (551222) 2013 AP3
- (551223) 2013 AO5
- (551224) 2013 AP6
- (551225) 2013 AF8
- (551226) 2013 AY13
- (551227) 2013 AJ14
- (551228) 2013 AR17
- (551229) 2013 AD21
- (551230) 2013 AS21
- (551231) Zywiec
- (551232) 2013 AJ26
- (551233) Miguelanton
- (551234) 2013 AV27
- (551235) 2013 AP29
- (551236) 2013 AZ29
- (551237) 2013 AL30
- (551238) 2013 AX31
- (551239) 2013 AF33
- (551240) 2013 AD37
- (551241) 2013 AO37
- (551242) 2013 AW38
- (551243) 2013 AP40
- (551244) 2013 AD41
- (551245) 2013 AS42
- (551246) 2013 AR44
- (551247) 2013 AV48
- (551248) 2013 AU50
- (551249) 2013 AA55
- (551250) 2013 AD56
- (551251) 2013 AN56
- (551252) 2013 AO58
- (551253) 2013 AQ58
- (551254) 2013 AR58
- (551255) 2013 AG60
- (551256) 2013 AT62
- (551257) 2013 AG65
- (551258) 2013 AZ65
- (551259) 2013 AB67
- (551260) 2013 AG67
- (551261) 2013 AA68
- (551262) 2013 AE68
- (551263) 2013 AN68
- (551264) 2013 AP70
- (551265) 2013 AW71
- (551266) 2013 AY72
- (551267) 2013 AE73
- (551268) 2013 AM76
- (551269) 2013 AT77
- (551270) 2013 AX77
- (551271) 2013 AE86
- (551272) 2013 AK86
- (551273) 2013 AN87
- (551274) 2013 AL88
- (551275) 2013 AG89
- (551276) 2013 AH91
- (551277) 2013 AV92
- (551278) 2013 AX92
- (551279) 2013 AF94
- (551280) 2013 AT94
- (551281) 2013 AQ96
- (551282) 2013 AH97
- (551283) 2013 AT98
- (551284) 2013 AR100
- (551285) 2013 AF101
- (551286) 2013 AH101
- (551287) 2013 AM101
- (551288) 2013 AB102
- (551289) 2013 AN102
- (551290) 2013 AE103
- (551291) 2013 AT104
- (551292) 2013 AK107
- (551293) 2013 AA112
- (551294) 2013 AW114
- (551295) 2013 AU118
- (551296) 2013 AF120
- (551297) 2013 AO121
- (551298) 2013 AW121
- (551299) 2013 AM124
- (551300) 2013 AL127
- (551301) 2013 AM129
- (551302) 2013 AN131
- (551303) 2013 AS131
- (551304) 2013 AH133
- (551305) 2013 AK137
- (551306) 2013 AY143
- (551307) 2013 AW148
- (551308) 2013 AB161
- (551309) 2013 AP167
- (551310) 2013 AV174
- (551311) 2013 AV182
- (551312) 2013 AZ186
- (551313) 2013 AJ189
- (551314) 2013 AF190
- (551315) 2013 AY190
- (551316) 2013 AS192
- (551317) 2013 AB193
- (551318) 2013 AS193
- (551319) 2013 AU193
- (551320) 2013 BC
- (551321) 2013 BQ
- (551322) 2013 BJ1
- (551323) 2013 BF4
- (551324) 2013 BR5
- (551325) 2013 BQ6
- (551326) 2013 BR9
- (551327) 2013 BB12
- (551328) 2013 BH12
- (551329) 2013 BM13
- (551330) 2013 BE16
- (551331) 2013 BX17
- (551332) 2013 BZ17
- (551333) 2013 BQ19
- (551334) 2013 BJ22
- (551335) 2013 BL23
- (551336) 2013 BP23
- (551337) 2013 BH25
- (551338) 2013 BX26
- (551339) 2013 BA28
- (551340) 2013 BH31
- (551341) 2013 BT34
- (551342) 2013 BY36
- (551343) 2013 BV37
- (551344) 2013 BL42
- (551345) 2013 BD44
- (551346) 2013 BD45
- (551347) 2013 BV52
- (551348) 2013 BF56
- (551349) 2013 BN57
- (551350) 2013 BW57
- (551351) 2013 BH59
- (551352) 2013 BE62
- (551353) 2013 BU65
- (551354) 2013 BW65
- (551355) 2013 BQ69
- (551356) 2013 BU72
- (551357) 2013 BS73
- (551358) 2013 BZ73
- (551359) 2013 BO74
- (551360) 2013 BJ78
- (551361) 2013 BS80
- (551362) 2013 BS82
- (551363) 2013 BG84
- (551364) 2013 BL94
- (551365) 2013 BQ94
- (551366) 2013 BG96
- (551367) 2013 CL2
- (551368) 2013 CJ6
- (551369) 2013 CQ6
- (551370) 2013 CL19
- (551371) 2013 CT21
- (551372) 2013 CZ22
- (551373) 2013 CE24
- (551374) 2013 CT24
- (551375) 2013 CN26
- (551376) 2013 CQ27
- (551377) 2013 CV27
- (551378) 2013 CF28
- (551379) 2013 CZ35
- (551380) 2013 CE36
- (551381) 2013 CS36
- (551382) 2013 CN37
- (551383) 2013 CZ42
- (551384) 2013 CD45
- (551385) 2013 CN47
- (551386) 2013 CD48
- (551387) 2013 CE48
- (551388) 2013 CF48
- (551389) 2013 CH48
- (551390) Thomaskeßler
- (551391) 2013 CK51
- (551392) 2013 CZ51
- (551393) 2013 CO58
- (551394) 2013 CM59
- (551395) 2013 CD62
- (551396) 2013 CJ65
- (551397) 2013 CP65
- (551398) 2013 CU65
- (551399) 2013 CO69
- (551400) 2013 CR69
- (551401) 2013 CM73
- (551402) 2013 CV76
- (551403) 2013 CA78
- (551404) 2013 CO78
- (551405) 2013 CN79
- (551406) 2013 CQ85
- (551407) 2013 CG86
- (551408) 2013 CV87
- (551409) 2013 CJ88
- (551410) 2013 CK88
- (551411) 2013 CZ88
- (551412) 2013 CU93
- (551413) 2013 CA94
- (551414) 2013 CO94
- (551415) 2013 CD101
- (551416) 2013 CQ101
- (551417) 2013 CQ104
- (551418) 2013 CJ105
- (551419) 2013 CY106
- (551420) 2013 CP108
- (551421) 2013 CY112
- (551422) 2013 CN113
- (551423) 2013 CR114
- (551424) 2013 CH116
- (551425) 2013 CB125
- (551426) 2013 CF125
- (551427) 2013 CZ125
- (551428) 2013 CM128
- (551429) 2013 CT128
- (551430) 2013 CG130
- (551431) 2013 CA132
- (551432) 2013 CK132
- (551433) 2013 CC134
- (551434) 2013 CF134
- (551435) 2013 CO134
- (551436) 2013 CS135
- (551437) 2013 CN139
- (551438) 2013 CD147
- (551439) 2013 CG149
- (551440) 2013 CV154
- (551441) 2013 CR162
- (551442) 2013 CM165
- (551443) 2013 CB166
- (551444) 2013 CG166
- (551445) 2013 CT166
- (551446) 2013 CH167
- (551447) 2013 CW168
- (551448) 2013 CS183
- (551449) 2013 CO184
- (551450) 2013 CK188
- (551451) 2013 CY190
- (551452) 2013 CE191
- (551453) 2013 CG202
- (551454) 2013 CT207
- (551455) 2013 CV211
- (551456) 2013 CZ211
- (551457) 2013 CR216
- (551458) 2013 CU216
- (551459) 2013 CU223
- (551460) 2013 CV223
- (551461) 2013 CU224
- (551462) 2013 CJ228
- (551463) 2013 CL228
- (551464) 2013 CB229
- (551465) 2013 CP232
- (551466) 2013 CM233
- (551467) 2013 CZ235
- (551468) 2013 CC239
- (551469) 2013 CJ247
- (551470) 2013 DH1
- (551471) 2013 DM2
- (551472) 2013 DA6
- (551473) 2013 DL6
- (551474) 2013 DH7
- (551475) 2013 DC9
- (551476) 2013 DX9
- (551477) 2013 DB12
- (551478) 2013 DV13
- (551479) 2013 DU14
- (551480) 2013 DO16
- (551481) 2013 DF17
- (551482) 2013 DP17
- (551483) 2013 DQ17
- (551484) 2013 DU17
- (551485) 2013 EC2
- (551486) 2013 EK3
- (551487) 2013 EW3
- (551488) 2013 EX4
- (551489) 2013 EQ8
- (551490) 2013 EO11
- (551491) 2013 EA16
- (551492) 2013 EK21
- (551493) 2013 EQ22
- (551494) 2013 EE23
- (551495) 2013 EN24
- (551496) 2013 EH27
- (551497) 2013 EB28
- (551498) 2013 EP28
- (551499) 2013 EX29
- (551500) 2013 ED33
- (551501) 2013 EG33
- (551502) 2013 ED35
- (551503) 2013 ER37
- (551504) 2013 EB39
- (551505) 2013 EK40
- (551506) 2013 ET40
- (551507) 2013 EO46
- (551508) 2013 EU48
- (551509) 2013 EE53
- (551510) Mariuszkukava
- (551511) 2013 EN60
- (551512) 2013 EO61
- (551513) 2013 EU62
- (551514) 2013 EP64
- (551515) 2013 ER65
- (551516) 2013 EQ66
- (551517) 2013 ET66
- (551518) 2013 EB71
- (551519) 2013 EP72
- (551520) 2013 EU83
- (551521) 2013 EL84
- (551522) 2013 EB85
- (551523) 2013 EH85
- (551524) 2013 EA88
- (551525) 2013 EP88
- (551526) 2013 ES88
- (551527) 2013 EL92
- (551528) 2013 EA99
- (551529) 2013 EM99
- (551530) 2013 EE100
- (551531) 2013 EC101
- (551532) 2013 EV102
- (551533) 2013 EN104
- (551534) 2013 EN105
- (551535) 2013 EJ106
- (551536) 2013 EK107
- (551537) 2013 ED114
- (551538) 2013 EL114
- (551539) 2013 EV114
- (551540) 2013 ES115
- (551541) 2013 EC116
- (551542) 2013 ET117
- (551543) 2013 EN118
- (551544) 2013 EU118
- (551545) 2013 EK120
- (551546) 2013 EZ120
- (551547) 2013 ER122
- (551548) 2013 EH125
- (551549) 2013 EP130
- (551550) 2013 EH134
- (551551) 2013 EE148
- (551552) 2013 EE150
- (551553) 2013 EH156
- (551554) 2013 EU156
- (551555) 2013 EQ158
- (551556) 2013 EU158
- (551557) 2013 EG159
- (551558) 2013 EK160
- (551559) 2013 EC161
- (551560) 2013 EU161
- (551561) 2013 EZ162
- (551562) 2013 ET163
- (551563) 2013 ER169
- (551564) 2013 FC3
- (551565) 2013 FF3
- (551566) 2013 FN3
- (551567) 2013 FQ3
- (551568) 2013 FR3
- (551569) 2013 FX4
- (551570) 2013 FD5
- (551571) 2013 FH6
- (551572) 2013 FS8
- (551573) 2013 FW8
- (551574) 2013 FV11
- (551575) 2013 FW12
- (551576) 2013 FQ17
- (551577) 2013 FM21
- (551578) 2013 FH22
- (551579) 2013 FM24
- (551580) 2013 FJ26
- (551581) 2013 FH30
- (551582) 2013 FX30
- (551583) 2013 FT31
- (551584) 2013 FG32
- (551585) 2013 GW2
- (551586) 2013 GR7
- (551587) 2013 GW8
- (551588) 2013 GV12
- (551589) 2013 GN14
- (551590) 2013 GA15
- (551591) 2013 GO17
- (551592) 2013 GH18
- (551593) 2013 GA20
- (551594) 2013 GF22
- (551595) 2013 GL23
- (551596) 2013 GL25
- (551597) 2013 GG26
- (551598) 2013 GT30
- (551599) 2013 GW31
- (551600) 2013 GT32
- (551601) Antonijové
- (551602) 2013 GQ34
- (551603) 2013 GE40
- (551604) 2013 GQ40
- (551605) 2013 GT45
- (551606) 2013 GU46
- (551607) 2013 GS48
- (551608) 2013 GN52
- (551609) 2013 GB58
- (551610) 2013 GE64
- (551611) 2013 GY69
- (551612) 2013 GT78
- (551613) 2013 GG79
- (551614) 2013 GK79
- (551615) 2013 GP80
- (551616) 2013 GC82
- (551617) 2013 GX82
- (551618) 2013 GG83
- (551619) 2013 GG84
- (551620) 2013 GF87
- (551621) 2013 GD90
- (551622) 2013 GL90
- (551623) 2013 GP90
- (551624) 2013 GD91
- (551625) 2013 GS92
- (551626) 2013 GG98
- (551627) 2013 GM102
- (551628) 2013 GX102
- (551629) 2013 GB103
- (551630) 2013 GQ107
- (551631) 2013 GD108
- (551632) 2013 GZ108
- (551633) 2013 GR110
- (551634) 2013 GK111
- (551635) 2013 GB112
- (551636) 2013 GQ112
- (551637) 2013 GQ113
- (551638) 2013 GP114
- (551639) 2013 GS115
- (551640) 2013 GO116
- (551641) 2013 GJ120
- (551642) 2013 GM123
- (551643) 2013 GL125
- (551644) 2013 GB126
- (551645) 2013 GM128
- (551646) 2013 GZ128
- (551647) 2013 GP129
- (551648) 2013 GK130
- (551649) 2013 GM130
- (551650) 2013 GU130
- (551651) 2013 GE131
- (551652) 2013 GK134
- (551653) 2013 GX135
- (551654) 2013 GE136
- (551655) 2013 GK136
- (551656) 2013 GB139
- (551657) 2013 GC139
- (551658) 2013 GQ139
- (551659) 2013 GA142
- (551660) 2013 GC142
- (551661) 2013 GU143
- (551662) 2013 GX146
- (551663) 2013 GD147
- (551664) 2013 GM147
- (551665) 2013 GF151
- (551666) 2013 GU151
- (551667) 2013 GF153
- (551668) 2013 HF
- (551669) 2013 HS
- (551670) 2013 HT
- (551671) 2013 HU
- (551672) 2013 HF2
- (551673) 2013 HY4
- (551674) 2013 HQ5
- (551675) 2013 HR6
- (551676) 2013 HY6
- (551677) 2013 HP7
- (551678) 2013 HD8
- (551679) 2013 HJ8
- (551680) 2013 HD11
- (551681) 2013 HW12
- (551682) 2013 HZ12
- (551683) 2013 HL13
- (551684) 2013 HP13
- (551685) 2013 HT15
- (551686) 2013 HP19
- (551687) 2013 HB21
- (551688) 2013 HB23
- (551689) 2013 HN27
- (551690) 2013 HS28
- (551691) 2013 HV30
- (551692) 2013 HX31
- (551693) 2013 HP34
- (551694) 2013 HV34
- (551695) 2013 HE37
- (551696) 2013 HH38
- (551697) 2013 HB44
- (551698) 2013 HL50
- (551699) 2013 HU52
- (551700) 2013 HO54
- (551701) 2013 HL55
- (551702) 2013 HO55
- (551703) 2013 HL57
- (551704) 2013 HZ64
- (551705) 2013 HF70
- (551706) 2013 HL76
- (551707) 2013 HF82
- (551708) 2013 HG86
- (551709) 2013 HH90
- (551710) 2013 HO92
- (551711) 2013 HU93
- (551712) 2013 HZ103
- (551713) 2013 HZ108
- (551714) 2013 HO112
- (551715) 2013 HB126
- (551716) 2013 HQ126
- (551717) 2013 HT135
- (551718) 2013 HP137
- (551719) 2013 HC144
- (551720) 2013 HS144
- (551721) 2013 HY148
- (551722) 2013 HD157
- (551723) 2013 HM158
- (551724) 2013 HS158
- (551725) 2013 HC160
- (551726) 2013 JN
- (551727) 2013 JC1
- (551728) 2013 JC4
- (551729) 2013 JR5
- (551730) 2013 JF8
- (551731) 2013 JN8
- (551732) 2013 JP10
- (551733) 2013 JK11
- (551734) 2013 JW11
- (551735) 2013 JY11
- (551736) 2013 JZ12
- (551737) 2013 JO13
- (551738) 2013 JG15
- (551739) 2013 JJ15
- (551740) 2013 JU15
- (551741) 2013 JQ21
- (551742) 2013 JB22
- (551743) 2013 JY23
- (551744) 2013 JS25
- (551745) 2013 JD27
- (551746) 2013 JP28
- (551747) 2013 JV30
- (551748) 2013 JC31
- (551749) 2013 JD32
- (551750) 2013 JU32
- (551751) 2013 JJ33
- (551752) 2013 JM36
- (551753) 2013 JP36
- (551754) 2013 JF39
- (551755) 2013 JA41
- (551756) 2013 JH41
- (551757) 2013 JT41
- (551758) 2013 JY41
- (551759) 2013 JY43
- (551760) 2013 JQ44
- (551761) 2013 JG46
- (551762) 2013 JP49
- (551763) 2013 JS50
- (551764) 2013 JP53
- (551765) 2013 JU53
- (551766) 2013 JK55
- (551767) 2013 JW55
- (551768) 2013 JV59
- (551769) 2013 JL60
- (551770) 2013 JT66
- (551771) 2013 JV66
- (551772) 2013 JW66
- (551773) 2013 JQ67
- (551774) 2013 JY70
- (551775) 2013 JE71
- (551776) 2013 JJ71
- (551777) 2013 JV73
- (551778) 2013 JB76
- (551779) 2013 JA77
- (551780) 2013 KY
- (551781) 2013 KD3
- (551782) 2013 KP3
- (551783) 2013 KB5
- (551784) 2013 KS5
- (551785) 2013 KF7
- (551786) 2013 KO9
- (551787) 2013 KF10
- (551788) 2013 KX11
- (551789) 2013 KA12
- (551790) 2013 KC12
- (551791) 2013 KK12
- (551792) 2013 KL12
- (551793) 2013 KQ12
- (551794) 2013 KF15
- (551795) 2013 KR15
- (551796) 2013 KC16
- (551797) 2013 KA17
- (551798) 2013 KM18
- (551799) 2013 KK19
- (551800) 2013 KO19
- (551801) 2013 KS19
- (551802) 2013 LZ
- (551803) 2013 LZ1
- (551804) 2013 LA4
- (551805) 2013 LK8
- (551806) 2013 LA10
- (551807) 2013 LC10
- (551808) 2013 LL11
- (551809) 2013 LY13
- (551810) 2013 LC14
- (551811) 2013 LY15
- (551812) 2013 LS16
- (551813) 2013 LY17
- (551814) 2013 LH20
- (551815) 2013 LJ20
- (551816) 2013 LN22
- (551817) 2013 LS23
- (551818) 2013 LC28
- (551819) 2013 LQ28
- (551820) 2013 LR30
- (551821) 2013 LD31
- (551822) 2013 LQ31
- (551823) 2013 LU31
- (551824) 2013 LX33
- (551825) 2013 LK34
- (551826) 2013 LW34
- (551827) 2013 LB36
- (551828) 2013 LD37
- (551829) 2013 LG37
- (551830) 2013 LL37
- (551831) 2013 LO37
- (551832) 2013 LP37
- (551833) 2013 MT1
- (551834) 2013 MG2
- (551835) 2013 MN2
- (551836) 2013 MQ2
- (551837) 2013 ME3
- (551838) 2013 MJ9
- (551839) 2013 ML11
- (551840) 2013 MP12
- (551841) 2013 NB
- (551842) 2013 NY
- (551843) 2013 NB3
- (551844) 2013 NO3
- (551845) 2013 NY3
- (551846) 2013 NX6
- (551847) 2013 NM7
- (551848) 2013 NC8
- (551849) 2013 NB11
- (551850) 2013 NZ12
- (551851) 2013 NZ17
- (551852) 2013 NV22
- (551853) 2013 NU25
- (551854) 2013 NH26
- (551855) 2013 NX26
- (551856) 2013 NC28
- (551857) 2013 NO30
- (551858) 2013 NX30
- (551859) 2013 NR31
- (551860) 2013 NL32
- (551861) 2013 NR35
- (551862) 2013 NS38
- (551863) 2013 NV39
- (551864) 2013 NT43
- (551865) 2013 NT45
- (551866) 2013 NV48
- (551867) 2013 NK49
- (551868) 2013 NW50
- (551869) 2013 OG3
- (551870) 2013 OA4
- (551871) 2013 OH4
- (551872) 2013 OX6
- (551873) 2013 OB8
- (551874) 2013 OP9
- (551875) 2013 OQ10
- (551876) 2013 OM15
- (551877) 2013 PQ
- (551878) Stoeger
- (551879) 2013 PY8
- (551880) 2013 PO10
- (551881) 2013 PD14
- (551882) 2013 PD15
- (551883) 2013 PY15
- (551884) 2013 PZ15
- (551885) 2013 PZ17
- (551886) 2013 PK22
- (551887) 2013 PT26
- (551888) 2013 PE27
- (551889) 2013 PT28
- (551890) 2013 PL29
- (551891) 2013 PE30
- (551892) 2013 PF33
- (551893) 2013 PG33
- (551894) 2013 PK35
- (551895) 2013 PL36
- (551896) 2013 PQ36
- (551897) 2013 PO37
- (551898) 2013 PT39
- (551899) 2013 PE40
- (551900) Laneways
- (551901) 2013 PG42
- (551902) 2013 PV42
- (551903) 2013 PO51
- (551904) 2013 PT58
- (551905) 2013 PS59
- (551906) 2013 PO60
- (551907) 2013 PQ63
- (551908) 2013 PP67
- (551909) 2013 PV69
- (551910) 2013 PD76
- (551911) 2013 PM76
- (551912) 2013 PD77
- (551913) 2013 PK77
- (551914) 2013 PU78
- (551915) 2013 PM79
- (551916) 2013 PM81
- (551917) 2013 PH82
- (551918) 2013 PC83
- (551919) 2013 PQ86
- (551920) 2013 PA91
- (551921) 2013 PD91
- (551922) 2013 PK91
- (551923) 2013 PN91
- (551924) 2013 PP91
- (551925) 2013 PR98
- (551926) 2013 PP100
- (551927) 2013 PM101
- (551928) 2013 PF102
- (551929) 2013 PP105
- (551930) 2013 PV108
- (551931) 2013 QF
- (551932) 2013 QC1
- (551933) 2013 QE1
- (551934) 2013 QF1
- (551935) 2013 QL4
- (551936) 2013 QO6
- (551937) 2013 QK7
- (551938) 2013 QP8
- (551939) 2013 QH9
- (551940) 2013 QJ9
- (551941) 2013 QA11
- (551942) 2013 QX11
- (551943) 2013 QY11
- (551944) 2013 QE14
- (551945) 2013 QQ20
- (551946) 2013 QR20
- (551947) 2013 QT21
- (551948) 2013 QV21
- (551949) 2013 QF22
- (551950) 2013 QS23
- (551951) 2013 QM25
- (551952) 2013 QS25
- (551953) 2013 QX26
- (551954) 2013 QY30
- (551955) 2013 QB31
- (551956) 2013 QO36
- (551957) 2013 QW36
- (551958) 2013 QM44
- (551959) 2013 QY44
- (551960) 2013 QM50
- (551961) 2013 QP50
- (551962) 2013 QL52
- (551963) 2013 QU52
- (551964) 2013 QO57
- (551965) 2013 QZ58
- (551966) 2013 QO59
- (551967) 2013 QH62
- (551968) 2013 QT62
- (551969) 2013 QW62
- (551970) 2013 QA63
- (551971) 2013 QO68
- (551972) 2013 QQ68
- (551973) 2013 QO69
- (551974) 2013 QS69
- (551975) 2013 QZ73
- (551976) 2013 QA75
- (551977) 2013 QO75
- (551978) 2013 QB77
- (551979) 2013 QN83
- (551980) 2013 RY9
- (551981) 2013 RB11
- (551982) 2013 RV13
- (551983) 2013 RP18
- (551984) 2013 RD19
- (551985) 2013 RM19
- (551986) 2013 RQ21
- (551987) 2013 RS21
- (551988) 2013 RQ22
- (551989) 2013 RA23
- (551990) 2013 RS23
- (551991) 2013 RY24
- (551992) 2013 RX26
- (551993) 2013 RT30
- (551994) 2013 RK32
- (551995) 2013 RD42
- (551996) 2013 RC44
- (551997) 2013 RX44
- (551998) 2013 RL45
- (551999) 2013 RV47
- (552000) 2013 RX49